# 相川音頭
相川音頭（あいかわおんど）とは、新潟県佐渡市相川地方につたわる日本の盆踊り及び、その盆踊り唄（音頭）。「佐渡おけさ」とともに佐渡の代表的な唄の一つ。相川金山奉行の前で披露されたことから御前踊りとも呼ばれた。

## 解説
佐渡の相川金山の盆踊りの歴史は古く『異本佐渡風土記』によれば1641年（寛永18年）頃には既に行われていたようで、1670年（寛文10年）には「なもさ踊」のほかに「すっす踊」が行われるようになったと伝えられている。享保（1716年から1736年）に幕府から倹約令が出されるまでは相当に華美なものであったが、この倹約令のために天保（1831年から1845年）末頃まで木綿の着物を着て踊るようになった。『佐渡事略』によれば1782年（天明2年）の頃は、花笠を被り、木綿の着物に金銀紙でつくられた装飾を貼り、鈴のついた下駄を履いて、老若男女が夕方から朝まで踊り続けた様子が記されている。佐渡奉行を務めた久須美祐明の『佐渡の日次』には、1841年（天保12年）7月15日夜に奉行所から盆踊りを観覧し、褒美として赤飯を与えたことが記録されている。このようにこの盆踊りは奉行の前で披露されることから「御前踊り」と称された。
当初はこの盆踊り唄は「謡曲百番崩し」や「おさん仙次郎 心中濃茶染」（1758年（宝暦6年）頃に起きた実際の心中事件）などの恋物語の口説唄が唄われていたが、文政（1818年から1831年）以降、武を尊ぶ気風が流れ始めると、天保（1831年から1845年）の頃から源平合戦をもとにした「源平軍談」が唄われるようになった。現代の相川音頭でもこの源平軍談から数節が唄われる。盆踊りの際に用いられる編み笠は「御前踊り」の際に、奉行へ顔を見せる失礼を避けるために用いられたことが由来であるとも伝えらえるが、恐らくは他の古い盆踊りなどでもみられるような祖霊を現した扮装の名残である。相川に存在する塩竃神社には、盆踊りの様子が描かれた絵馬が伝えられている。藤原蘭英作の銘がある表側には1m弱の杉寄板に、輪になって踊る人々と囃子方が描かれ、裏書には「上法輪寺文政四辛巳年（1821年）八朔前田郡次上」と奉納者が記されている。この絵馬は「相川音頭絵馬」として、2004年（平成16年）3月1日に佐渡市の有形民俗文化財として登録された。
1869年（明治2年）には風紀を乱すとして禁止され、いっときは衰退したが1897年（明治30年）の鉱山祭りで復活した。1899年（明治32年）頃、尾崎紅葉が佐渡島を訪れたことをきっかけに全国へと広まり、大正期には民謡団体「立浪会」「あらなみ会」などが相川音頭をレコードを吹き込んだことにより復興していった。令和期においても、相川音頭は唄い続けられており、「宵乃舞」として、京町通りを中心に毎年6月旬の週末2日間、踊り流されている。

## 音頭
この盆踊り唄は古くから単に「音頭」と呼ばれていたが、大正期にレコードへ吹き込む際、他の曲との区別のために「相川音頭」と名付けられた。
七七調四句。口説歌の代表ともされ、本調子の三味線にのせ「源平軍談」第五段から数節が唄われる。「ハイハイハーイ」の囃子言葉は「御前踊り」の際、奉行の前で平伏することを表す。